# Isla Zacatillo
Isla Zacatillo es el nombre que recibe una isla ubicada en el Golfo de Fonseca, en el océano Pacífico y que pertenece administrativamente al departamento conocido como La Unión, una de las divisiones político-administrativas del país centroamericano de El Salvador. Posee una superficie aproximada de 400 hectáreas (equivalentes a 4 km²) lo que la convierte en la segunda más grande del área, estando a 9 km del puerto de La Unión. Sus pobladores, unas 2000 personas, viven de actividades relacionadas con el mar, básicamente la pesca. La isla en el pasado llegó a ser usada como presidio, lo que le valió el apodo de "El Alcatraz del Salvador".